# Rue de l'Arc-en-Ciel (Paris)
Pour les articles homonymes, voir Rue de l'Arc-en-Ciel.
La rue de l'Arc-en-Ciel est une voie piétonne souterraine située dans le 1er arrondissement de Paris, en France.

## Situation et accès
La rue de l'Arc-en-Ciel est située entre la rue Martha-Graham d’une part, et la rue des Négociants, d’autre part, au niveau – 3 du secteur Forum Central des Halles (Forum des Halles).

## Historique

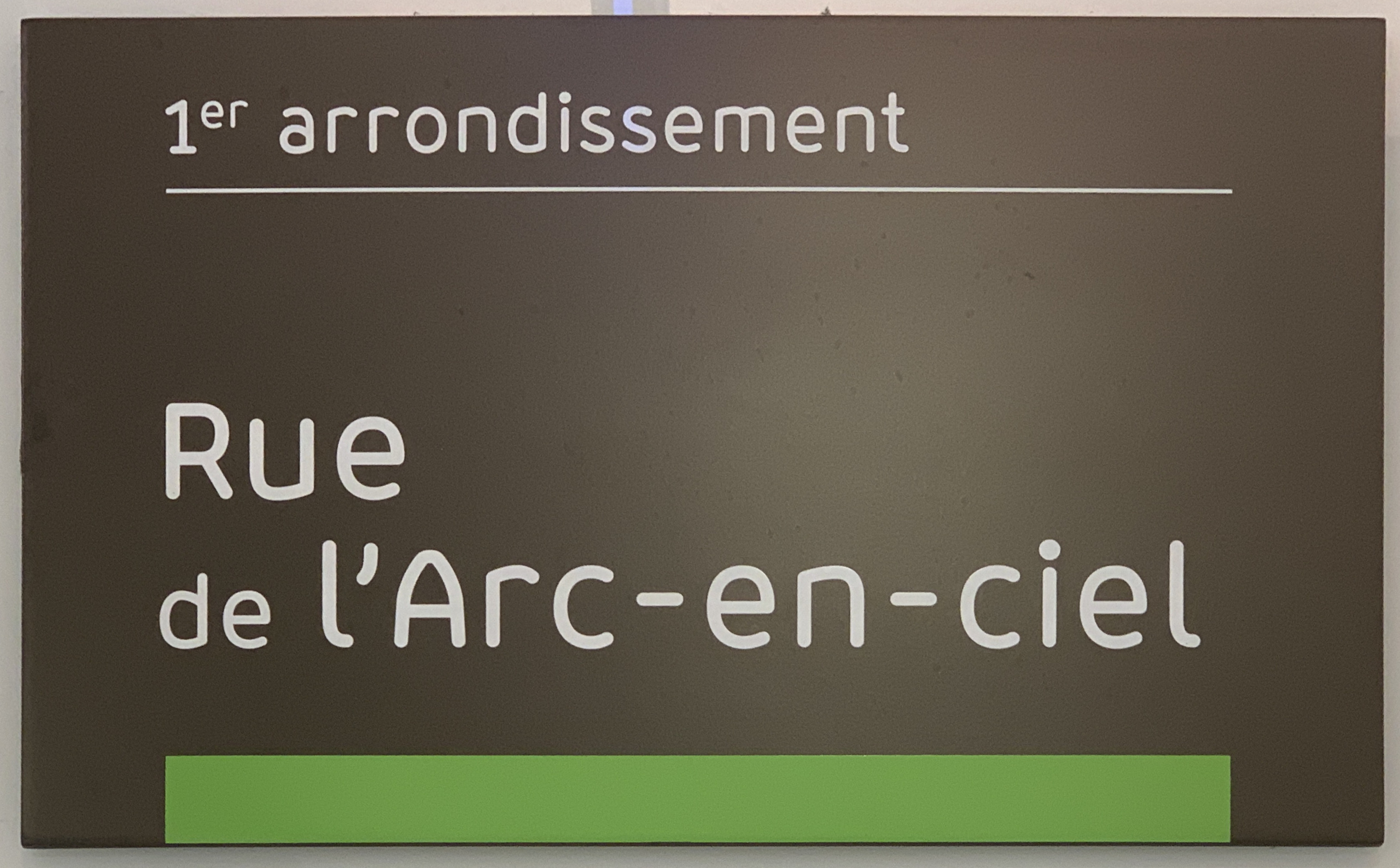
Plaque de la rue.

Cette voie a été créée lors de l’aménagement du secteur Forum Central des Halles (Forum des Halles).
La rue de l'Arc-en-Ciel a été dénommée par l’arrêté municipal du 18 décembre 1996.

## Pour approfondir